# Christine Détrez
Christine Détrez, née le 25 août 1969, est une écrivaine et sociologue française. Ses travaux portent sur la sociologie du genre et de la culture s'intéressent notamment au vécu et à l'émancipation des femmes. Ces thématiques sont reprises dans son travail d'écrivaine à travers plusieurs de ses romans.

## Biographie
Ancienne élève de l'École Normale Supérieure d'Ulm à Paris, après une agrégation de lettres classiques, Christine Détrez soutient une thèse de doctorat de sociologie en 1998, sous la direction de Christian Baudelot. Elle est professeure à l'École normale supérieure de Lyon,.

## Travaux
Ses principaux sujets de recherche sont au croisement de la sociologie du genre, la sociologie de la culture, la sociologie de la réception et les cultural studies.
Elle enquête plusieurs années sur sa mère, décédée dans un accident de voiture lorsqu'elle avait deux ans. Elle rencontre les amies de sa mère, celle qui l'ont connue sur les bancs de l'École Normale de Filles de Douai, pour apprendre le métier d'institutrice. Cette recherche fait l'objet de trois livres : un roman Rien sur ma mère en 2008, Nos mères en 2020 (un ouvrage de sociologie), et Pour te ressembler, un an plus tard,.
Elle étudie la notion de crush qu'elle différencie d'autres manières d'aimer,. Elle travaille également sur les femmes et leur émancipation,.

## Distinction
Chevalier de l'ordre national du Mérite en 2022.

## Œuvres

### Sociologie
- Christian Baudelot, Marie Cartier et Christine Détrez, Et pourtant, ils lisent..., Paris, Éditions du Seuil, 1999, 245 p. (ISBN 978-2-02-036501-7)
- Christine Détrez, La construction sociale du corps, Paris, Éditions du Seuil, 2002, 257 p. (ISBN 978-2-02-054238-8)
- Christine Détrez et Anne Simon, À leur corps défendant : les femmes à l'épreuve du nouvel ordre moral, Paris, Éditions du Seuil, 2006, 281 p. (ISBN 978-2-02-079294-3)
- Christine Détrez, Sylvie Octobre, Pierre Mercklé, Nathalie Berthomier, L'enfance des loisirs. Trajectoires communes et parcours individuels de la fin de l'enfance à la grande adolescence, DEPS, La Documentation française, 2010.
- Christine Détrez et Olivier Vanhée, Les mangados : lire des mangas à l'adolescence, Paris, Bibliothèque publique d'information, 2012, 315 p. (ISBN 978-2-84246-154-6)
- Christine Détrez, Femmes du Maghreb, une écriture à soi, Paris, La Dispute, 2012, 246 p. (ISBN 978-2-84303-231-8)
- Christine Détrez, Sociologie de la culture, Armand Colin, 2014[12].
- Christine Détrez, Quel genre ? Thierry Magnier Éditions (18 mars 2015)  (ISBN 978-2364746589)
- Christine Détrez, Les femmes peuvent-elles être de Grands Hommes ?, Belin, 2016.
- Christine Détrez. Il serait temps de s'énerver un peu... (à l'inauguration de l'exposition "24 héroïnes électriques"), 12 décembre 2019[13].
- Karine Bastide, Christine Détrez, Nos mères. Huguette, Christiane, et tant d'autres, une histoire de l'émancipation féminine, Paris, La Découverte, 2020
- Christine Détrez, Crush. Fragments du nouveau discours amoureux, Flammarion, 2024

### Romans
- Christine Détrez, Rien sur ma mère, Chèvre feuille étoilée, coll. « Les chants de Nidaba », 2008 (roman) 150 p.
- Christine Détrez, De deux choses l'une, Chèvre-feuille étoilée, coll. « Les chants de Nidaba », 2010, 168 p. (ISBN 978-2-914467-65-0 et 2-914467-65-6) (roman)
- Christine Détrez, La nuit des éphémères, Montpellier, Chèvre-feuille étoilée, coll. « Les chants de Nidaba », 2015, 143 p. (ISBN 978-2-36795-097-6) (roman)
- Christine Détrez, My Bloody Valentine, Denoël, 2018, 192 p.  (ISBN 978-2207142110) (roman)[14]
- Christine Détrez, Pour te ressembler, Denoël, 2021, 224 p., (9782207163573)

### Vidéos
- sur les mangas :
- sur les encyclopédies sur le corps :
- sur les pratiques de lecture des adolescents :